# Т-98 Комбат
T-98 Комбат — російський броньований позашляховик для перевезення VIP в зоні бойових дій. Розроблено в Санкт-Петербурзі конструкторським бюро Дмитра Парфьонова в кооперації з фірмою «Автокад», що має досвід у бронюванні автомобілів. Є одним з найшвидших броньованих позашляховиків у світі, що забезпечує захист від рівня B2 до найвищого — B7, включаючи захист від куль калібру до 12,7 мм, випущених з снайперської зброї, великокаліберних кулеметів або протитанкової рушниці.